# Río Mera (afluente del Tambre)
El río Mera es un río del noroeste de la península ibérica que discurre por la provincia de La Coruña, Galicia, España.

## Curso
El río Mera es un afluente por la orilla izquierda al río Tambre. Nace en el noreste, del municipio de Arzúa, en la fuente de la parroquia de Calvos de Sobrecamino. En su recorrido abarca las parroquias de Dodro, Oíns, Gonzar y O Pino, donde desagua en el río Tambre en los límites de la aldea de Budiño. Existen discrepancias sobre la longitud de su recorrido, pues recibe las aguas de varios arroyos.